# 本川上駅
座標: 北緯47度4分55秒 東経142度40分4秒 / 北緯47.08194度 東経142.66778度
本川上駅（もとかわかみえき）は、樺太豊栄郡豊北村に存在した鉄道省川上線の駅。

## 歴史
- 1914年（大正3年）4月10日 - 樺太庁鉄道川上線の小沼駅 - 奥川上駅間開通により川上駅（かわかみえき）として開業。
- 1941年（昭和16年）4月1日 - 本川上駅に改称。
- 1943年（昭和18年）4月1日 - 樺太の内地編入にともない、樺太庁から鉄道省に移管。
- 1945年（昭和20年）8月 - ソ連軍が南樺太へ侵攻、占領し、駅も含め全線がソ連軍に接収される。
- 1946年（昭和21年）2月1日 - 日本の国有鉄道の駅としては、書類上廃止。
- 1946年4月1日 - ソ連国鉄に編入。ロシア語駅名は「クリューチ」。
- 1997年 - 旅客運輸廃止。
- 2004年 - 廃止。

## 運行状況
- 上りは豊原駅行き、下りは川上炭山駅行きで4往復していた。

## 隣の駅
鉄道省樺太鉄道局
川上線
小沼駅 - 本川上駅 - 丸山駅